# Gerardo Castañeda
Gerardo Castañeda Hurtarte (ur. 8 grudnia 1925 w Cuilapa, zm. 28 września 1989) – gwatemalski strzelec, olimpijczyk.
Wystąpił na Letnich Igrzyskach Olimpijskich 1968, na których wystartował w pistolecie dowolnym z 50 metrów. Zajął 39. miejsce (startowało 69 zawodników).
Castañeda jest brązowym medalistą Igrzysk Ameryki Środkowej i Karaibów 1982, stanął na trzecim stopniu podium w drużynowym strzelaniu z pistoletu pneumatycznego z 10 metrów. W tej samej konkurencji zajął siódme miejsce indywidualnie na Igrzyskach Panamerykańskich 1975 (376 punktów).

## Wyniki olimpijskie
| Igrzyska | Konkurencja            | Wynik                           | Miejsce | Źródło |
| -------- | ---------------------- | ------------------------------- | ------- | ------ |
| IO 1968  | Pistolet dowolny, 50 m | 537 punktów (92-91-91-89-90-84) | 39      | [ 2 ]  |